# Madison (Dél-Dakota)
Madison település az Amerikai Egyesült Államok Dél-Dakota államában, Lake megyében, melynek megyeszékhelye is. Lakosainak száma 6191 fő (2020. április 1.).

## Népesség
A település népességének változása:

| 2010 | 6 474 |
| 2020 | 6 191 |